# Igbomines
Els igbomines (també col·loquialment anomenats poble Igbomina, Igboona o Ogboona) són un subgrup de l'ètnia ioruba, que s'origina al nord-central i el sud-oest de Nigèria. Parlen un dialecte anomenat també Igbomina o Igbonna.